# Lola Bessis
Pour les articles homonymes, voir Bessis.
Lola Bessis, née le 30 novembre 1992 à Paris, est une actrice et réalisatrice française.

## Biographie
Après une classe préparatoire Hypokhâgne-Khâgne option cinéma, Lola Bessis effectue une année d'échange universitaire Erasmus à Londres. Cette année-là, Lola Bessis rencontre Ruben Amar (en) avec lequel elle collabore pour l'écriture du court métrage Checkpoint tourné à la frontière israélo-palestinienne. Le film bénéficie de l'aide du CNC et est sélectionné au festival de Clermont Ferrand puis à plus de 200 festivals à travers le monde avant d'être acheté par TPS Star et France 3.
Elle pose ensuite ses valises à New York où elle est serveuse pour payer ses études de cinéma à la New School et de théâtre chez Stella Adler. Mais au second semestre, elle choisit de ne pas se réinscrire à l'école et d'utiliser ses économies pour acheter une petite caméra[réf. souhaitée]. Elle décide alors de réaliser un film qui se voulait être une expérience d'apprentissage et qui devint son premier long-métrage Swim Little Fish Swim, tourné à seulement 21 ans. Coréalisé avec Ruben Amar (en), il lui offre le rôle principal, celui de Lilas, une jeune artiste française qui tente de devenir adulte et de s'en sortir à New York. Il sort en France en 2014,. Ce premier film trouve un certain écho dans la presse et lui permet de se faire connaître du grand public.
De nombreux articles presse lui sont alors consacrés, la qualifiant tour à tour de « la nouvelle Julie Delpy » ou encore « La Frenchie de Manhattan » et elle effectue plusieurs passages TV, notamment dans l'émission On n'est pas couchés sur France 2. Laurent Ruquier y décrit le film comme « Un petit bijou, pétillant, jubilatoire... Dans la même veine que Julie Delpy avec encore plus d’énergie et de couleurs ». La chroniqueuse Natacha Polony, conquise, ajoute « Tout est réussi dans ce film. Les acteurs sont excellents, la lumière, les couleurs, il y a une poésie, une façon de filmer...La caméra caresse les personnages... » et Aymeric Caron conclut par « Un film totalement lumineux. Fabuleux ».
Produit avec seulement 50 000 euros, Swim Little Fish Swim est sélectionné dans plus de 100 festivals internationaux parmi lesquels South By Southwest, Rotterdam, et la Mostra de Sao Paulo. Il est ensuite distribué dans de nombreux pays parmi lesquels la Grèce, les États-Unis et le Brésil.
Malgré le succès, elle décide de terminer ses études et s'inscrit en master de Lettres Appliquées et Cinéma à la Sorbonne. Elle y effectue un stage en journalisme et y rédige un mémoire sur le Rayon Vert d'Eric Rohmer.
En septembre 2014 elle est membre du Jury Révélation Cartier au festival du cinéma américain de Deauville aux côtés de Clémence Poesy, Christine and the Queens, Audrey Dana, Anne Berest et Freddie Highmore.
En 2015, elle joue une directrice de campagne dotée de supers pouvoirs dans la série France Kbek de Jonathan Cohen et Jérémie Galan. Elle incarne également le personnage principal dans le clip du morceau Pas là de Vianney réalisé par Nicolas Bary, qui comptabilise 25 millions de vues sur Youtube.
En 2016 elle est sélectionnée, dans le cadre des Talents Cannes Adami pour faire partie de la distribution du court-métrage du réalisateur Mathias Malzieu intitulé Le distributeur automatique d'aurores boréales.
Elle participe ensuite à plusieurs sketchs lors des Molières 2016 aux côtés d'Alex Lutz en direct sur France 2. Ils effectuent notamment une parodie de la chorégraphie du Parc d'Angelin Preljocaj. Là, Alex Lutz et Bruno Sanches la repèrent et lui proposent de participer à des parodies dans la nouvelle formule de Catherine et Liliane sur Canal +. Elle participe à plusieurs épisodes en incarnant, à chaque fois, des personnages différents.
En juillet 2016, le magazine américain Interview (créé par Andy Warhol) réalise un portrait de Lola Bessis au sein d'un dossier réalisé chaque année consacré au 15 acteurs les plus prometteurs à travers le monde. Les photos sont réalisées par le célèbre photographe Craig McDean.
En 2017, on la retrouve à l'affiche du premier long-métrage de Nicolas Bedos Monsieur et Madame Adelman.
Cette même année, elle joue Charlie, une strip-teaseuse lesbienne dans un long-métrage franco-américain de Nathan Silver intitulé C'est qui cette fille (Thirst Street). Il est présenté au Festival du film de Tribeca et à la Mostra de Venise en 2017. Il sortira sur les écrans français le 4 juillet 2018. Au casting on retrouve Anjelica Huston, Damien Bonnard, Esther Garrel, Alice de Lencquesaing, Lindsay Burdge, Jacques Nolot et Françoise Lebrun.
En 2018, elle est à l'affiche de la série internationale Picnic at Hanging Rock, tournée en Australie et adaptée du roman de Joan Lindsay qui fut déjà adapté en 1975 par Peter Weir et devint alors un classique cinématographique. Elle y incarne Mademoiselle de Poitiers, l'un des personnages principaux, aux côtés de l'actrice britannique Natalie Dormer (Game of Thrones, Hunger Games) mais aussi de Yael Stone (Orange Is the New Black) et de Samara Weaving (Three Billboards : Les Panneaux de la vengeance)[source insuffisante]. Créée par Larysa Kondracki, la série est présentée en avant première à la Berlinale 2018 où elle récolte une mention favorable dans le prestigieux Hollywood Reporter. Elle sera diffusée en juin 2018 sur Canal+ et, dès le mois de mai sur Foxtel (Australie), BBC (Angleterre), Amazon Prime (États-Unis) et Deutsche Telekom (Allemagne).
En 2019, elle est à l'affiche du long-métrage américain Nighthawks (en), sorti en 2019.
En 2020, elle collabore à nouveau avec le réalisateur Mathias Malzieu sur son long-métrage Une sirène à Paris.

## Filmographie

### Cinéma

#### Longs métrages
- 2013 : Swim Little Fish Swim[8] de Ruben Amar et Lola Bessis : Lilas
- 2017 : Monsieur et Madame Adelman de Nicolas Bedos : Mélanie
- 2017 : C'est qui cette fille ? de Nathan Silver : Charlie
- 2017 : À Minuit le Soleil de Ruben Amar
- 2018 : Nighthawks de Grant S Johnson
- 2019 : Une Sirène à Paris de Mathias Malzieu : Pin-Up
- 2019 : Nous étions deux de Lola Bessis
- 2020 : Persian Lessons de Vadim Perelman : Melanie

#### Courts métrages
- Le Distributeur Automatique d'Aurores Boréales de Mathias Malzieu (talents Cannes Adami 2016)
- Checkpoint de Ruben Amar (coscénariste)
- Lola et Eddie de Jordan Goldnadel
- California Dream de Cloé Bailly (pour Sonia Rykiel)
- These People de Cloé Bailly
- Heurts de Sophie Guillemin
- Ce qui nous lie de Thibaut Buccellato

### Télévision

#### Séries télévisées
- 2015 : France Kbek de Jonathan Cohen et Jérémie Galan : Cassandra
- 2016: Les Parodies de Catherine et Liliane de Alex Lutz
- 2018 : Picnic at Hanging Rock (en) créée par Larysa Kondracki : Mademoiselle Dianne de Poitiers
- 2020 : Birdshit de Ariel Kavoussi

## Distinctions

### Récompenses
- Gen Art Film Festival (New York)[29],[30]
  - Grand Jury Award for Best Feature
  - Best Male Actor Award
- New Jersey Film Festival[réf. nécessaire]
  - Grand Jury Award for Best Feature
- Green Bay Film Festival[réf. nécessaire]
  - Audience Award for Best Feature
- Mamers en mars[31]
  - Audience Award for Best Feature
- Festival du cinéma de la Beaule[réf. nécessaire]
  - Prix du public